# Итанца (река)
Ита́нца — река в Прибайкальском районе Бурятии, правый приток Селенги.

## География
Длина реки — 85 км. Площадь водосборного бассейна — 2650 км². Среднегодовой расход воды в 22 км от устья — 8,72 м³/с.
Вытекает из озера Колок в северо-восточной части Морского хребта. Первоначально бежит на юго-восток в узкой межгорной лощине (около 5 км), постепенно поворачивающей к югу. В Итанцинской долине перед селом Нестерово река меняет направление течения на юго-западное. Долина Итанцы в верхнем течении имеет ширину 1—2 км, постепенно расширяется к западу (у села Турунтаево — до 6 км), затем вновь сужается — до 3—4 км у села Кома, в устье — до 1,5 км.
Весеннее половодье обычно невелико, но дождевые паводки достигают значительных размеров. Течение медленное, русло извилистое. Долина местами заболочена, преимущественно в верхнем течении.

## История освоения
До прихода русских по долине реки кочевали отдельные роды тунгусов и хори-бурят. В 1679 году в устье реки казаками был построен Итанцинский острог.
В середине 1920-х годов вдоль реки стояло 32 деревни. Местные жители сложили поговорку «Итанца — нет ни краю, ни конца». Основными занятиями жителей было: земледелие, добыча извести, пушной промысел. Известь поставлялась гужевым транспортом в Верхнеудинск, Кяхту и Баргузин, по железной дороге в Читу, водным путём в Иркутск. В период расцвета лесопромышленности в СССР река использовалась для сплава леса.

## Населённые пункты
Итанцинская долина является одной из самых населённых низменностей Бурятии. На берегах и в долине реки расположено более трети населённых пунктов Прибайкальского района, с населением более 11 тысяч человек, в составе 4 сельских поселений. Здесь находится административный центр района — село Турунтаево.
Населённые пункты (от верховьев к устью): Гурулёво, Нестерово (центр сельского поселения (СП)), Батурино, Ангир, Зырянск (центр СП), Карымск, Халзаново, Иркилик, Турунтаево (центр СП), Засухино, Клочнево, Лиственничное, Кома (центр СП), Итанца, Острог.

## Транспортная сеть
По Итанцинской долине проходят три региональные автодороги:
1. Баргузинский тракт около 35 км идёт вдоль левого (юго-восточного) берега от Турунтаево и Иркилика до Гурулёво.
2. автодорога 03К-019 на протяжении 15 км проходит по правому берегу реки от районного центра до села Острог.
3. автотрасса Р439 Турунтаево — Татаурово идёт от Баргузинского тракта по левобережью реки, затем по мосту пересекает реку у южной окраины посёлка Итанца и за Острогом, в 1,5 км ниже устья реки Итанцы подходит к паромной переправе через Селенгу.